# Гелен Гейі
Гелен Гейі (англ. Helen Haye, 28 серпня 1874 — 1 вересня 1957) — британська акторка, багато працювала з режисером Олександром Корда. У 1955 році знялася у фільмі Лоуренса Олів'є «Річард III».

## Вибрана фільмографія
- 1955 — Річард III — Герцогиня
- 1952 — Гордість і упередження — Леді Кетрін де Бр
- 1948 — Анна Кареніна — Графиня Вронська
- 1936 — Танцюють всі!
- 1935 — 39 сходинок — Місіс Луїза Джордан
- 1931 — Нечесна гра — Місіс Емі Хіллкріст